# Roter Mohn (Film)
Roter Mohn ist ein österreichischer Liebesfilm von Franz Antel aus dem Jahr 1956. Die Hauptrollen sind mit Rudolf Prack und Gundula Korte besetzt, tragende Rollen mit Hans Moser, Mady Rahl, Oskar Sima und Laya Raki.

## Handlung
Das Wiener Theater, das die Brüder Ritter betreiben, steht kurz vor dem Ruin. Theaterbesitzer ist Baron Stefan von Reiffenberg, dem sie jedoch schon zwei Monate keine Miete mehr gezahlt haben. Nun interessiert sich Ottokar Scheidl, der Besitzer der Eldorado-Vergnügungsbetriebe, für das Theater und will es Stefan abkaufen. Die Theaterleute befürchten, dass Stefan angesichts der desolaten Finanzlage der Truppe zusagen muss und wollen dies um jeden Preis verhindern. Ottokar will Stefan in einem Restaurant abpassen und die Schauspielerin Gina soll ihn am Betreten des Restaurants hindern. Sie gibt vor, Stefan gut zu kennen und vermitteln zu können. Ottokar glaubt ihr. Als beide Stefan am Restaurant verpassen, reist Ottokar ihm jedoch auf sein Anwesen nach.
Teil zwei des Plans dreht sich um die junge Schauspielerin Marina. Als Stefan, der mit seiner langjährigen Freundin Barbara zu Abend gegessen hat, das Restaurant verlässt, flüchtet sich Marina im Brautkleid in seinen Wagen. Sie gibt vor, vor ihrem Bräutigam geflohen zu sein, der sie immer schlecht behandelt habe. Sie will zu einer Bekannten nach Rust und Stefan nimmt sie notgedrungen mit. Auf der Fahrt nach Rust sehen zwei Freunde Stefans ihn mit der als Braut verkleideten Marina im Wagen. Sie glauben, dass Stefan heimlich geheiratet hat, und benachrichtigen den Diener Anton, der nun ein großes Fest vorbereitet. Vor allem für Stefans alte Tante Theresa geht mit der Hochzeit ein Lebenstraum in Erfüllung, da sie immer befürchtet hatte, dass Stefan als Junggeselle endet.
Stefan und Marina suchen in Rust vergeblich nach der erfundenen Verwandten und so nimmt Stefan Marina am Ende mit auf sein Anwesen. Hier werden beide von der großen Feier überrascht und bringen es vor allem gegenüber der alten Tante nicht übers Herz, das Missverständnis sofort aufzuklären. Nach der Feier werden beide ins Ehezimmer eingeschlossen. Notgedrungen schläft Stefan auf einem Stuhl, während Marina das Ehebett bekommt. Am nächsten Morgen ist Stefan bereits auf den Feldern unterwegs und hat Marina ein Kleid bringen lassen, da sie nur das Brautkleid bei sich hat. Marina wird an dem Tag vom Gesinde des Hofs begrüßt und muss Stefan traditionell das Essen aufs Feld bringen. Stefan hat unterdessen Gefallen an Marina gefunden und kann sich ein Leben mit ihr vorstellen, zumal auch seine Dienerschaft Marina sofort in ihr Herz geschlossen zu haben scheint. Am Ende ist es Barbara, die den Schwindel aufdeckt. Sie selbst hatte sich immer eine Heirat mit Stefan gewünscht und ist nun erstaunt, dass der überzeugte Junggeselle mit einem Mal kurz nach ihrem letzten Treffen geheiratet haben soll. Im Brautkleid sieht sie einen Einnäher, der das Kleidungsstück als Requisite des Theaterstücks Die vertauschte Braut kennzeichnet. Sie stellt Marina zur Rede. Weil sie glaubt, dass Marina nur auf das Geld von Stefan aus ist, behauptet sie, dass Stefan verschuldet ist und daher eine reiche Frau heiraten müsse. Da sie droht, Stefan gegenüber alles aufzudecken, reist Marina umgehend ab. Durch Marinas Freunde vom Theater wird am Ende doch alles ans Licht gebracht und Stefan ist erschüttert: Schon einmal hatte er sich in eine Frau vom Theater verliebt, die ihn betrogen hatte. Zusammen mit Barbara reist er nun an die Riviera.
Marina begibt sich in Wien zu Ottokar Scheidl und fleht ihn an, dass er das Theater kaufen solle. Nur so könne Stefan seine Schulden begleichen und wäre nicht gezwungen, die reiche Barbara zu heiraten. Ottokar fährt auf Stefans Anwesen und will das Theater sofort kaufen. Anton macht ihm aber deutlich, dass dieses nicht zum Verkauf stehe und Stefan auch keine Geldprobleme habe. Als Ottokar ihm erklärt, dass Marina ihm davon berichtet hat, erkennt Anton, dass Marina nicht auf Stefans Geld aus war. Stefan fühlt sich unterdessen an der Riviera nicht wohl, da er kein Typ für das Jetset-Leben ist. Das erklärende Telegramm von Anton holt ihn zurück in die Heimat und auch Barbara gibt ihn frei, da sie erkannt hat, dass Stefan Marina wirklich liebt. Zusammen mit Anton besucht Stefan schließlich die Aufführung von Die vertauschte Braut. Beim Schlussapplaus sieht Marina ihn und will im Brautkleid aus dem Theater fliehen. Er wartet mit seinem Auto vor dem Ausgang und lässt sie ins Auto einsteigen. Anschließend steckt er ihr einen Verlobungsring an den Finger und gemeinsam fahren sie davon.

## Produktion, Veröffentlichung
Roter Mohn entstand an verschiedenen Schauplätzen im Burgenland. Die Innenaufnahmen wurden in den Rosenhügel-Filmstudios der Wien-Film gedreht. Die Filmbauten schufen Sepp Rothauer und Franz Szivatz. Die Kostüme stammen von Edith Almoslino, während die Kostüme der Revue Gerdago entwarf.
Grundlage des Drehbuchs bildete eine Idee von André Zsoldos. Die Filmmusik entstand unter der Verwendung des Liedes Roter Mohn von Michael Jary und Bruno Balz. Lynda Gloria tritt mit dem Lied Chi-co-chi auf. Zu hören sind zudem Gyula Toki Horváth und sein Zigeunerorchester Budapest. Es tanzt Linda Gloria vom Casino de Paris.
Der Film, die letzte Arbeit Ida Wüsts vor der Kamera, erlebte am 21. Dezember 1956 gleichzeitig im Palast-Theater Karlsruhe sowie in Wien seine Premiere. In Frankreich wurde er am 26. Juli 1957 unter dem Titel Mariés pour rire veröffentlicht, in Ungarn unter dem Titel Vörös mák.
Am 14. Oktober 2016 gab Alive den Film innerhalb der Reihe „Juwelen der Filmgeschichte“ auf DVD heraus.

## Kritik
Für den film-dienst war Roter Mohn eine „alberne Komödie mit einigen Revuenummern und einem Hang zu derben Pointen; schlecht gespielt und dürftig inszeniert.“
TV Wunschliste meinte, Franz Antel habe sich bei der Regie des Films auf „sein bewährtes Erfolgsrezept: Unterhaltung, Komik und Liebe – dargeboten von Publikumslieblingen wie Rudolf Prack, Gundula Korte, Hans Moser und Ida Wüst“, verlassen.
Cinema hatte für den Film nur das Wort „armselig“ übrig.